# Akhinós (ort i Grekland)
Akhinós (Achinos) är en ort i Grekland.   Den ligger i prefekturen Fthiotis och regionen Grekiska fastlandet, i den centrala delen av landet, 130 km nordväst om huvudstaden Aten. Akhinós ligger 77 meter över havet och antalet invånare är 726.
Terrängen runt Akhinós är kuperad norrut, men söderut är den platt. Havet är nära Akhinós söderut.  Närmaste större samhälle är Stylída, 9,7 km väster om Akhinós. 